# The Ghost Comes Home
The Ghost Comes Home is een film uit 1940 onder regie van Wilhelm Thiele. Het is gebaseerd op het Duitse toneelstuk Der Mutige Seefahrer van Georg Kaiser.
De film gaat over Vern Adams, de eigenaar van een dierenwinkel, met weinig macht en aanzien in huis. Hij wordt geïntimideerd door zijn zwagers Roscoe en Ernest en wordt door zijn mede-inwoners van het dorp waar hij woont gezien als een mislukkeling.

## Rolbezetting
| Acteur         | Personage             |
| -------------- | --------------------- |
| Frank Morgan   | Vernon 'Vern' Adams   |
| Billie Burke   | Cora Adams            |
| Ann Rutherford | Billie Adams          |
| John Shelton   | Lanny Shea            |
| Reginald Owen  | Hemingway             |
| Donald Meek    | Mortimer Hopkins, Sr. |
| Terry          | hond                  |